# Chalow-ye Gāvmīshī
Chalow-ye Gāvmīshī (persiska: چلوی گاومیشی) är en ort i Iran.   Den ligger i provinsen Hormozgan, i den sydöstra delen av landet, 1 100 km sydost om huvudstaden Teheran. Chalow-ye Gāvmīshī ligger 16 meter över havet och antalet invånare är 234.
Terrängen runt Chalow-ye Gāvmīshī är mycket platt.Runt Chalow-ye Gāvmīshī är det ganska glesbefolkat, med 25 invånare per kvadratkilometer. Närmaste större samhälle är Mīnāb, 10,2 km öster om Chalow-ye Gāvmīshī. Omgivningarna runt Chalow-ye Gāvmīshī är i huvudsak ett öppet busklandskap.